# Valence (Tarn-et-Garonne)
Valence, também conhecida como Valence-d'Agen, é uma comuna francesa na região administrativa da Occitânia, no departamento de Tarn-et-Garonne. Estende-se por uma área de 13.44 km², e possui 5.213 habitantes, segundo o censo de 2018, com uma densidade de 390 hab/km².